# Желязков, Росен
Росен Димитров Желязков (болг. Росен Димитров Желязков; род. 5 апреля 1968, София) — болгарский политик и государственный деятель, премьер-министр Болгарии с 16 января 2025 года. Спикер Народного собрания Болгарии (2023—2024), депутат Народного собрания (2021—2025), министр транспорта (2018—2021).

## Карьера
Начал карьеру как юридический консультант в районе Средец города София. Последовательно занимал посты старшего юридического консультанта, секретаря и заместителя мэра. С 1995 года специализировался в качестве юриста по гражданским и государственным делам.
С 1998 по 1999 год работал заместителем городского главы в сфере «Закон и контроль» в Лозенецком районе муниципалитета Софии.
В 2003—2009 годах — Секретарь городского совета Софии.
Позже, с 2009 по 2013 год занимал пост Генерального секретаря Совета министров.
Был министром по вопросам государственного управления и электронного управления в 2014—2016 годах.
С 30 сентября 2016 года решением Совета министров назначен главой Государственного агентства по вопросам электронного управления.
20 сентября 2018 года Народное собрание Болгарии избрало Росена Желязкова министром транспорта, информационных технологий и связи.
Был депутатом парламента Болгарии от партии ГЕРБ в 45, 46, 47, 48 и 49-м созывах Народного собрания подряд.
19 апреля 2023 года по договору между партиями ГЕРБ и второй, по количеству мандатов, фракцией в Народном собрании — Продолжаем перемены (ПП)-Демократическая Болгария (ДБ), Росен Желязков был избран главой парламента. «За» — было 136 голосов.
Народное собрание проголосовало за Правительство Желязкова, и 16 января 2025 года Желязков стал премьер-министром.